# 神奈川DMAT

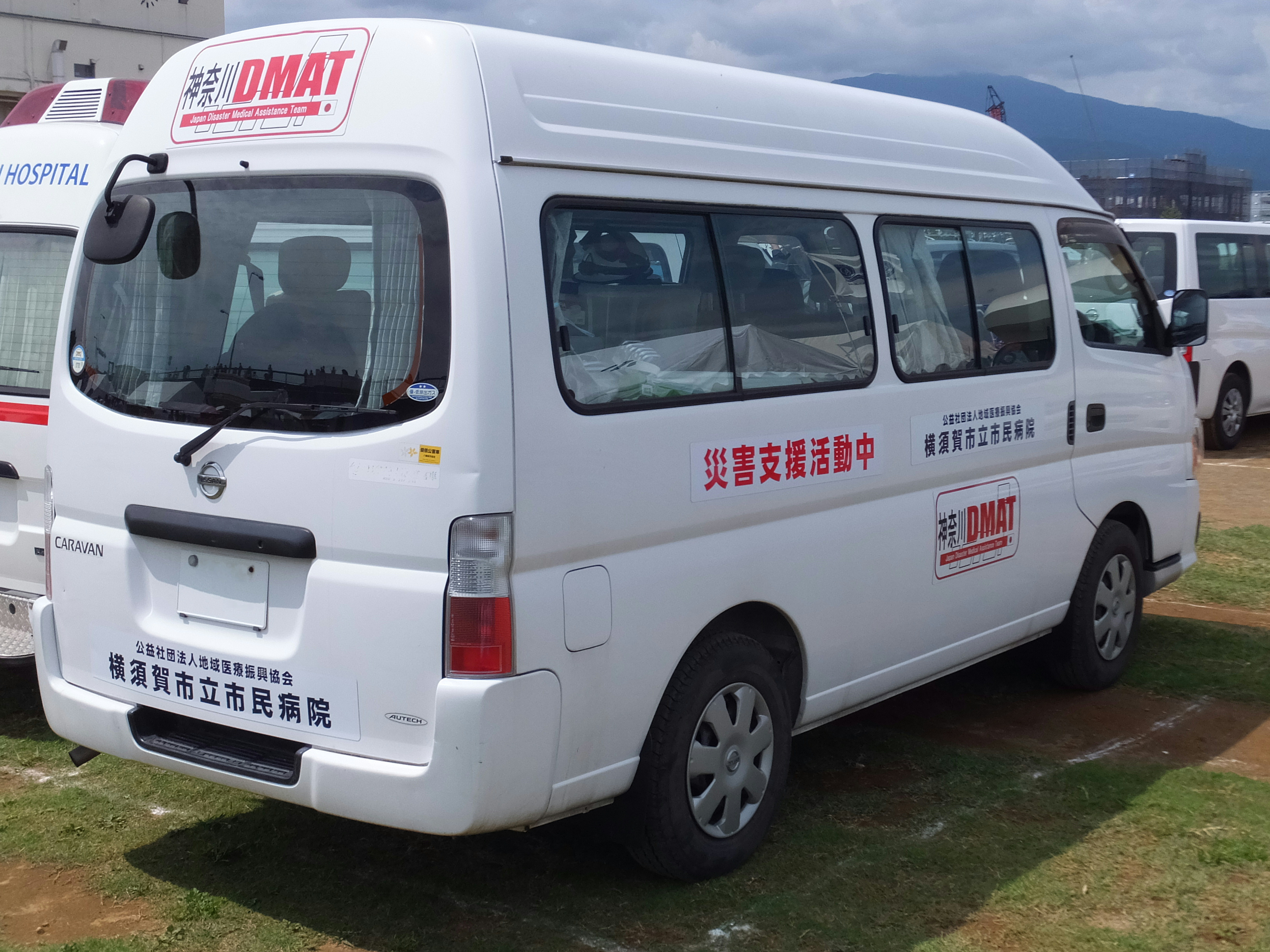
神奈川DMATに参加している横須賀市立市民病院の車両

神奈川DMAT（かながわディーマット）とは、神奈川県で組織された災害派遣医療チームを指す。1チームの編制は医師、看護師、救急救命士、業務調整員など5人で構成される。

## 概要
平成18年（2006年）8月21日に「神奈川DMAT運営要綱」が制定され、10月18日付けで県内4つの病院を指定することで正式に機能発現。平成26年(2014年)3月27日現在、県内にある神奈川県災害医療拠点病院（一般的には災害拠点病院）の33施設をもって『神奈川DMAT』を構成している。
東日本大震災の際には、羽田空港に設営されたSCU（広域搬送拠点・臨時医療施設：Staging Care Unit）にも携わった実績がある。
また、平成24年（2012年）9月1日に「神奈川DMAT-L運営要綱」が制定された。活動範囲は神奈川県内の災害発生時とし、外傷救急などの処置に係る人や物資など（医薬品類に関わらず）が局所的に不足すると見込まれる事態を対象範囲として『神奈川DMAT-L』（LocalのLを付設）が発足した。平成28年3月31日現在、25災害拠点病院及び3災害協力病院の合計28病院で『神奈川DMAT-L指定病院』としてその機能を構成している。

## 沿革
- 平成17年(2005年)4月 - 日本DMATが発足。
- 平成18年(2006年)8月21日 - 「神奈川DMAT運営要綱」が制定。
- 平成18年(2006年)10月18日 - 4病院が指定。

（横浜市立大学附属市民総合医療センター、聖マリアンナ医科大学病院、東海大学医学部付属病院、北里大学病院）
- 平成19年(2007年)3月27日 - 1病院が追加指定（計5病院）。（藤沢市民病院）
- 平成22年(2010年)3月26日 - 5病院が追加指定（計10病院）。

（横浜市立みなと赤十字病院、秦野赤十字病院、相模原赤十字病院、横浜労災病院、平塚市民病院）
- 平成23年(2011年)3月23日 - 3病院が追加指定（計13病院）。（済生会横浜市東部病院、川崎市立川崎病院、横須賀共済病院）
- 平成24年(2012年)2月13日 - 2病院が追加指定（計15病院）。（けいゆう病院、横浜南共済病院）
- 平成25年(2013年)2月6日 - 4病院が追加指定（計19病院）。

（国立病院機構横浜医療センター、横須賀市立市民病院、茅ヶ崎市立病院、神奈川県立足柄上病院）
- 平成25年(2013年)3月25日 - 4病院が追加指定（計23病院）。

（関東労災病院、日本医科大学武蔵小杉病院、厚木市立病院、大和市立病院）
- 平成26年(2014年)3月27日 - 10病院が追加指定（計33病院）。

（昭和大学横浜市北部病院、昭和大学藤が丘病院、聖マリアンナ医科大学横浜市西部病院、横浜市立市民病院、済生会横浜市南部病院、横浜市立大学附属病院、帝京大学医学部附属溝口病院、川崎市立多摩病院、相模原協同病院、小田原市立病院）

## 活動実績
- 平成19年（2007年）7月 新潟県中越沖地震
- 平成20年（2008年）6月 岩手・宮城内陸地震
- 平成20年（2008年）7月 岩手県沿岸北部地震
- 平成22年（2010年）11月 日本APEC(2010年)
- 平成23年（2011年）3月 東北地方太平洋沖地震（東日本大震災）
- 平成27年（2015年）9月 関東・東北豪雨
- 平成28年（2016年）4月 熊本地震